# Ilimanaq
Ilimanaq (Claushavn en danès) és un assentament en la municipalitat de Qaasuitsup, Groenlàndia. Es localitza aproximadament en la riba sud-oriental de la badia de Disko, en la desembocadura del Fiord d'Ilulissat. La seua població en 2008 era de 85 habitants. La seua localització aproximada és 69° 05′ N, 51° 07′ O / 69.083°N,51.117°O. Aquest assentament va ser fundat cap a 1741.